# Sandra Di Rocco
Sandra Di Rocco, född 1967, är en italiensk matematiker och professor vid Kungliga Tekniska högskolan.

## Biografi
Di Rocco disputerade 1996 vid University of Notre Dame på en avhandling med titeln "On higher-order embeddings of surfaces". Hon blev lektor vid KTH 2003 och befordrades till professor 2010. Sedan 2020 är hon chef för Skolan för teknikvetenskap.
Di Rocco invaldes 2021 som ledamot av Kungliga Ingenjörsvetenskapsakademien.